# Ланна (станція)
Ланна — проміжна залізнична станція 5-го класу Полтавської дирекції Південної залізниці на електрифікованій лінії Полтава-Південна — Берестин між станціями Карлівка (17 км) та колійним постом 74 км (9 км). Розташована в однойменному селищі Полтавського району Полтавської області. 

## Історія
Станція відкрита 1897 року. За даними 1902 року станція мала незначний вантажообіг. 
Станцію очолювали:
- 1900 року — рядовий Андрій Опанасович Буницький[2];
- у 1903—1907 роках — Н. В. Лобасов[3][4][5][6];
- у 1913 році  — Іван Опанасович Геогієв[7];
- у 1914—1916 — Петро Іванович Рогачов[8][9].

## Пасажирське сполучення
На станції Ланна зупиняються приміські поїзди сполученням Полтава — Берестин — Лозова.